# Thaumatogryllus conanti
Thaumatogryllus conanti är en insektsart som beskrevs av Otte, D. 1994. Thaumatogryllus conanti ingår i släktet Thaumatogryllus och familjen syrsor. Inga underarter finns listade i Catalogue of Life.